# لورنس هال (سياسي)
لورنس هال هو سياسي أمريكي، ولد في 6 يونيو 1779 في Woodbury, Connecticut ‏ في الولايات المتحدة، وتوفي في 27 يونيو 1865. نشط حزبياً في حزب اليمين. وقد انتخب عضو جمعية ولاية نيويورك ‏ وانتخب عضو مجلس ولاية نيويورك ‏.